# Kurixalus odontotarsus
Kurixalus odontotarsus é uma espécie de anfíbio da família Rhacophoridae.
Pode ser encontrada nos seguintes países: China, Vietname, e possivelmente Índia, Laos e Myanmar.
Os seus habitats naturais são: florestas subtropicais ou tropicais húmidas de baixa altitude, regiões subtropicais ou tropicais húmidas de alta altitude, matagal húmido tropical ou subtropical, marismas intermitentes de água doce, florestas secundárias altamente degradadas, canais e valas.
Está ameaçada por perda de habitat.